# Władiwostok (1966)
Władiwostok (ros. Владивосток) – radziecki, następnie rosyjski krążownik rakietowy, pierwszy okręt projektu 1134 (ozn. NATO Kresta I). Wodowany w 1966 roku, znajdował się w czynnej służbie od 1969 do 1990 roku. Wchodził w skład Floty Oceanu Spokojnego.

## Budowa i skrócony opis
„Władiwostok” był drugim okrętem projektu 1134 (Bierkut), określanego też jako typ Admirał Zozula, a w kodzie NATO oznaczanego Kresta I. Okręt otrzymał nazwę od miasta Władywostoku. Został wciągnięty na listę floty 1 października 1964 roku. Budowany był w stoczni im. A. Żdanowa w Leningradzie pod numerem budowy 792, a Stępkę położono 24 grudnia 1964 roku. Okręt wodowano 1 sierpnia 1966 roku, a wszedł do służby 1 sierpnia 1968 roku.
Okręty projektu 1134 były klasyfikowane oficjalnie początkowo jako duże okręty przeciwpodwodne (ros. bolszoj protiwołodocznyj korabl, BPK). Były one uniwersalnymi okrętami, służącymi do zwalczania okrętów za pomocą pocisków przeciwokrętowych P-35, obrony przeciwlotniczej i tylko w ograniczonym stopniu do zwalczania okrętów podwodnych. Dlatego też w 1977 roku przeklasyfikowano je na krążowniki rakietowe. Zwalczanie okrętów podwodnych możliwe było za pomocą dziesięciu wyrzutni torped kalibru 533 mm, z których można było wystrzeliwać torpedy przeciw okrętom podwodnym. Uzbrojenie przeciwpodwodne uzupełniały dwa dwunastoprowadnicowe miotacze rakietowych bomb głębinowych RBU-6000 (144 bomby kalibru 213 mm) i dwa sześcioprowadnicowe RBU-1000 (48 bomb kalibru 305 mm). Możliwości w zakresie zwalczania okrętów podwodnych rozszerzał jeden pokładowy śmigłowiec Ka-25PŁ, który mógł być zastąpiony maszyną do wskazywania celów Ka-25C. Uzbrojenie artyleryjskie stanowiły dwa podwójnie sprzężone działa uniwersalne kalibru 57 mm AK-725, umieszczone nietypowo w dwóch wieżach na burtach. „Władiwostok” nie otrzymał do końca służby artyleryjskich zestawów obrony bezpośredniej 30 mm AK-630M, które na innych okrętach były montowane w latach 80. Uzbrojenie przeciwlotnicze stanowiły dwie dwuprowadnicowe wyrzutnie przeciwlotniczych pocisków rakietowych średniego zasięgu M-1 Wołna-M na dziobie i na rufie, z zapasem 64 pocisków.

## Służba
„Władiwostok” po wejściu do służby 1 sierpnia 1968 roku został skierowany na daleką północ i w styczniu 1969 roku włączony czasowo do 120 Brygady Okrętów Rakietowych Floty Północnej. Wkrótce jednak okręt przeznaczono dla Floty Oceanu Spokojnego i 18 marca 1969 wyruszył w celu przebazowania. „Władiwostok” przeszedł na Ocean Spokojny, płynąc od 11 sierpnia 1969 roku do 11 lutego 1970 roku w zespole z niszczycielem „Strogij” (z Morza Czarnego) i okrętem desantowym BDK-66. Okręty te przeszły wokół Afryki, odwiedzając w dniach 1–4 września 1969 roku Lagos w Nigerii, a w grudniu Berbera, Kismaju i Mogadiszu w Somalii oraz Aden (27–29 grudnia). Na Oceanie Indyjskim zespół pełnił tzw. służbę bojową. W lutym 1970 roku okręty dotarły na miejsce docelowe i „Władiwostok” został wcielony do 175 Brygady Okrętów Rakietowych 10 Eskadry Operacyjnej Floty Oceanu Spokojnego. Niektóre źródła błędnie podają o przejściu okrętu Północną Drogą Morską.
Między sierpniem a październikiem 1971 roku „Władiwostok” wraz z innymi okrętami odbył rejs wzdłuż zachodniego wybrzeża USA, prowadząc m.in. rozpoznanie radiolokacyjne i fotograficzne za pomocą śmigłowca. Od grudnia 1971 roku do marca 1972 roku w składzie 10 Eskadry Operacyjnej działał w strefie wojny indyjsko-pakistańskiej.
14 czerwca 1973 roku „Władiwostok” uczestniczył w akcji ratowniczej załogi okrętu podwodnego K-56 (proj. 675), staranowanego w kolizji ze statkiem badawczym „Akademik Berg”. Od 16 do 25 sierpnia 1980 roku okręt uczestniczył w wizycie w Mozambiku, gdzie trwały walki partyzanckie, w których ingerował ZSRR. W dniach 16-19 października tego roku odbył wizytę w Koczin w Indiach.
W marcu 1984 roku „Władiwostok” śledził na Morzu Japońskim amerykański lotniskowiec USS „Kitty Hawk” (CV-63), naprowadzając na niego w celach ćwiczebnych okręt podwodny K-314, który 21 marca wynurzając się, uderzył w lotniskowiec i na skutek uszkodzeń musiał być odholowany do bazy.
Po raz ostatni krążownik wyszedł w morze w 1987 roku, po czym 28 września 1988 roku do 23 kwietnia 1990 roku przechodził średni w stoczni Dalzawod we Władywostoku. Z uwagi na brak środków na dokończenie remontu, 19 kwietnia 1990 roku okręt został skreślony z listy floty. Według innych źródeł, został wycofany 1 stycznia 1991 roku lub 31 stycznia 1991 roku. 1 czerwca 1991 roku rozformowano załogę. 15 września 1996 roku okręt został sprzedany na złom brytyjskiej firmie, która sprzedała go do Australii.